# Henok Goitom
Henok Goitom, född den 22 september 1984 i Husby, Stockholm, är en svensk-eritreansk före detta fotbollsspelare. Han är nuvarande huvudtränare för Degerfors IF. 
Goitom spelade delar av sin karriär i AIK, där han utsågs till lagkapten år 2018 efter att Nils-Eric Johansson slutat.
Goitom spelade även för Eritreas landslag. Han spelade tidigare även för svenska U21-landslaget. Hans föräldrar kommer från Eritrea.

## Klubblagskarriär
Goitom lämnade svensk klubbfotboll år 2003 för den italienska Serie A-klubben Udinese, utan att ha spelat vare sig i Allsvenskan eller Superettan tidigare. Den 19 februari 2005 gjorde Goitom Serie A-debut med ett inhopp mot Inter. I slutminuten nickade han in 1–1. Trots detta mål blev det dock inga fler Serie A-framträdanden. Till säsongen 2005/2006 blev Goitom utlånad till Ciudad de Murcia i den spanska andradivisionen, Segunda Division. I mitten av 2006 förlängde Ciudad de Murcia lånet av honom ytterligare en säsong. 
Efter de två säsongerna som utlånad blev Goitom såld i juli 2007 till Real Murcia som tagit klivet upp till spanska förstadivisionen. Enligt tidningsuppgifter skall Real Murcia ha betalat drygt 3,3 miljoner euro (cirka 30 miljoner kronor) till Udinese. Han var ordinarie i Real Murcia under säsongen 2007–2008. Under juli 2008 blev det klart att Goitom utlånades till Real Valladolid i högsta ligan efter att Real Murcia åkt ner till andra divisionen. Efter en framgångsrik säsong i La Liga återvände han till Murcia, men då han ej ville spela i en lägre division, värvades han till UD Almería inför 2009/2010 års. Den 13 augusti 2012 kom Goitom och Almeria överens om att bryta kontraktet.
Dagen innan hade Goitom sett AIK ta emot Örebro SK på Råsunda och sagt i en intervju att "någon gång vill jag spela här". Det spekulerades direkt i om det var på Råsunda Goitom menade, då Råsunda Fotbollsstadion skulle rivas efter säsongens slut. Den 16 augusti 2012 presenterades han av AIK som ett nyförvärv till klubben på en presskonferens.
I augusti 2016 skrev Goitom på ett sexmånaderskontrakt med en option om förlängning med San Jose Earthquakes. Den 2 december 2016 meddelade klubben att man inte valde att utnyttja förlängningsoptionen för Goitom. I mars 2017 återvände Goitom till AIK, där han skrev på ett tvåårskontrakt. I februari 2018 blev han utsedd till lagkapten efter att Nils-Eric Johansson blivit tvungen att avsluta sin spelarkarriär. Han avslutade sin spelarkarriär i AIK 2021, efter att på övertid ha gjort sitt etthundrade mål för klubben i säsongens sista match.

## Landslagskarriär
Den 8 februari 2005 debuterade Goitom för Sveriges U21-landslag i en 1–1-match mot Frankrike.

## Tränarkarriär
Henok Goitom var ordförande och förstetränare i Kista Galaxy och även en av klubbens grundare.
Den 20 augusti 2022 sparkades tidigare chefstränare Bartosz Grzelak av AIK efter en period av ''dåliga sportsliga resultat'', varvid klubben valde att ersätta tidigare tränaren med klubbikonen Henok Goitom.
Säsongen 2023 var Goitom assisterande tränare bakom Andreas Brännström. Efter Brännström fick sparken från AIK 2023 så blev Goitom assisterande tränare till Henning Berg. Mitt under sommaruppehållet under säsongen 2024 lämnade Berg, AIK och då valdes Goitom för andra gången till tillfällig chefstränare.  De 16 juli 2024 presenterades Mikkjal Thomassen som ny huvudtränare för AIK, och då klev Goitom tillbaka som assisterande tränare igen.
Den 9 juli 2025 presenterades Goitom som ny huvudtränare för Degerfors IF.

## Meriter
- Allsvenskan: 2018

### Webbkällor
- Henok Goitom på Svenska Fotbollförbundets webbplats
- Henok Goitom U21-facit 2006
- Henok Goitom U21-facit 2005
- Officiell information om övergången till Real Murcia (på spanska)